# Hindeloopers

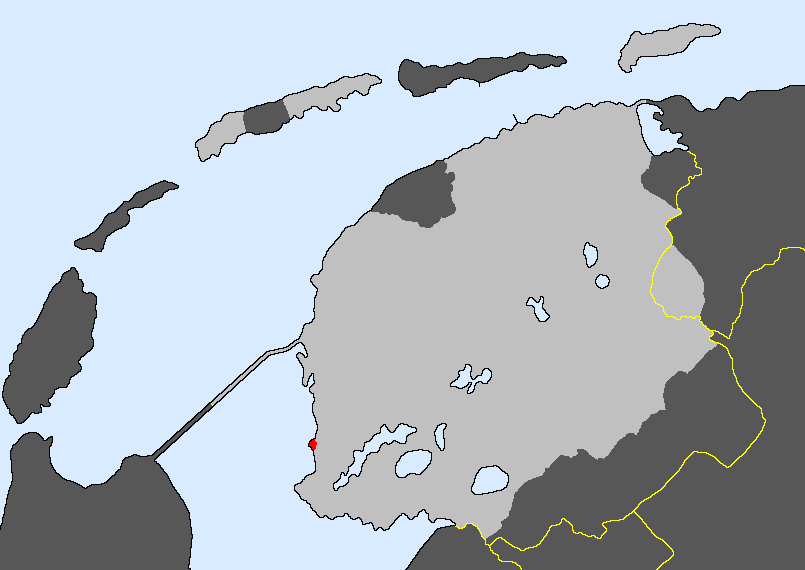
Verspreiding van het Hindeloopers

Het Hindeloopers (Hindeloopers: Hylpers, Standaardfries: Hylpersk) is een internationaal erkende Friese taal, gesproken in het kleine stadje Hindeloopen in de gemeente Súdwest-Fryslân. Het onderscheidt zich van alle andere Friese dialecten door een zeer conservatieve klankleer en woordenschat, die veel van het Oudfries bewaren.

## Karakteristieken
Het Hindeloopers heeft de Friese breking niet doorgemaakt. Zo is ee niet in ie veranderd en oo niet in uo of "oe". De combinaties âld en âlt, elders in Friesland als ôt en ôt gerealiseerd, worden hier nog echt zo uitgesproken, dat wil zeggen met een heldere a en een l (aalt "oud", haalde "houden"). De "ou" uit Oudfries "olt" wordt nog als "oalt" bewaard, zoals in "hoalt" voor "hout". De Oudfriese lange a is niet zoals in het Standaardfries tot "ea" geworden, maar een "ae" of "ai", wederom dichter bij het Oudfries, bijvoorbeeld "skaif" voor schoof (Fries "skeaf") en "baen" voor "boon" (Fries "bean"). Anders dan het Schiermonnikoogs, bewaart het Hindeloopers niet langer het verschil tussen mannelijke en vrouwelijke zelfstandige naamwoorden. Het enige restant van het vrouwelijk was eerder nog te vinden bij enkele woorden die vrouwelijke personen aanduiden, zoals 'jo wiif' en 'jo faan'. In de woordenschat heeft het dialect veel oude woorden bewaard, die thans zowel in het Nederlands als in het Fries in onbruik zijn geraakt. Een voorbeeld hiervan is "dòkke" voor pop, hetgeen wellicht ook Scandinavische invloed verraadt (vgl. Deens "dukke"), de vorm "sem" voor zelf (uit "selme" in het Oudfries), en "siie" voor "naaien" (vgl "to sew" in het Engels). Typische woorden en vormen: "naat" (niet), "yk" (ik), "jo" (zij, derde persoon enkelvoud), "jê" (zij, derde persoon meervoud), "het" (wat), "ronne" (lopen) etc. De meeste Friezen hebben moeite het dialect in gesproken vorm te volgen, door de zeer vele afwijkende vormen.
Het is niet helemaal duidelijk hoe het Fries van Hindeloopen, toch eertijds een havenplaats, zo lang zo ouderwets kon blijven, terwijl in het naburige Stavoren het Fries zelfs verdween ten gunste van het Stadsfries. Waarschijnlijk had dat te maken met het feit dat de economie van het stadje volledig op de zeevaart gericht was en er relatief weinig contact was met het achterland. De schepen van de Hindeloopers lagen in Amsterdam, omdat de eigen haven niet groot genoeg was. Dat leidde tot een situatie waar het (Hindelooper) Fries een soort 'geheime' thuistaal was, in de eerste plaats gesproken door de vrouwen en kinderen en mannen die niet op zee waren. Een vergelijkbare verdeling van taalgebruik kwam in de 16e-19e eeuw voor op de Noordfriese eilanden (Sylt, Föhr, Amrum, de Halligen).
Tot ongeveer 1800 werd in Molkwerum en Warns een dialect gesproken dat zeer op het Hindeloopers leek. Verschillende kenmerken kwamen ook voor in de dialecten van Workum en Makkum en eerder ook nog wel daarbuiten. Generaliserend kan men stellen dat het Hindeloopers een relict is van het Zuidwesthoeks van de late 15e eeuw.
Een steekproef leert dat het Fries in Hindeloopen langzaam maar zeker naar het Standaardfries toegroeit door het grotere contact en de toegenomen immigratie.

## Behoud
Alhoewel er al een Hindelooper woordenboek(je) bestond (Gosse Blom: Hylper Wurdboek, 1981), is in 2006 op de Fryske Akademy toch besloten om een nieuwe versie te maken, om op die manier de Hindelooper taal nog zo goed mogelijk te beschrijven.
Na 13 jaar van intensieve arbeid van Gosse Blom, Siebren Dyk en Wiebe Zoethout, is het 1000 pagina's tellende woordenboek 'Graet Hylper Wordebook' in 2019 gereed.
Dankzij de inspanningen van Dyami Millarson is Hylpers in 2019 als zelfstandige taal erkend door Glottolog, een internationale wetenschappelijke online databank die ruim 7000 taalfamilies, talen en dialecten registreert. Het is een onderdeel van het gerenommeerde Max Planck Instituut in Jena (Duitsland). Glottolog geeft aan als titel: "Language: Hindeloopen-Molkwerum Frisian" en heeft als taalcode gegeven: "hind1273". Molkwerums (uitgestorven taal) en Hindeloopers/Hylpers worden hierin als eenheid gezien. 
Wat is een taal en wat is een dialect? Een eeuwige discussie, lijkt het. Millarson zegt het zo: “Het Schiermonnikoogs, Hielpes en Terschellinger Fries zijn volledige taalsystemen. Het is niet zo dat maar een paar woordjes anders zijn dan het Fries. Deze talen maakten een eigen ontwikkeling door en hadden niet veel invloed op de Friese taal zelf. Ze wijken onderling meer af van het Fries dan het Afrikaans van Nederlands.”
De Hylper taal wordt momenteel nog steeds op de basisschool in Hindeloopen onderwezen.

## Voorbeeld
Het onderstaande citaat is afkomstig uit een gedicht van de Friese dichteres Tiny Mulder; de Hindelooperse vertaling is van een niet-achterhaalde auteur. Zowel het origineel als de vertaling werden in 2001 in een boekje gepubliceerd dat ter promotie van het Europees Jaar van de Talen diende.

### Standaardfries
Bitterswiet, bitterswiet
Priuwt dit lytse leafdeliet
Sil dyn ear it oait wol heine
As de fine drippen 't reine
(...)

### Hindeloopers
Bittersweet, bittersweet
priuwt dizze likje minnesang
sol dyn aer wol eenkear fange
as de fyne droppen 't ryne
(...)